# مارك براونلي
مارك براونلي (بالإنجليزية: Mark Brownlee)‏ هو مجدف نيوزيلندي، ولد في 26 نوفمبر 1942 في كرايستشرش في نيوزيلندا.

## وصلات خارجية
- مارك براونلي على موقع الاتحاد الدولي للتجديف (الإنجليزية)
- مارك براونلي على موقع اللجنة الأولمبية الدولية (الإنجليزية)
- مارك براونلي على موقع أوليمبيديا (الإنجليزية)
- مارك براونلي على موقع اللجنة الأولمبية النيوزيلندية (الإنجليزية)